# Microphthalma michiganensis
Microphthalma michiganensis là một loài ruồi trong họ Tachinidae.